# Station du Svalbard
78° 13′ 47,18″ N, 15° 24′ 28,03″ E

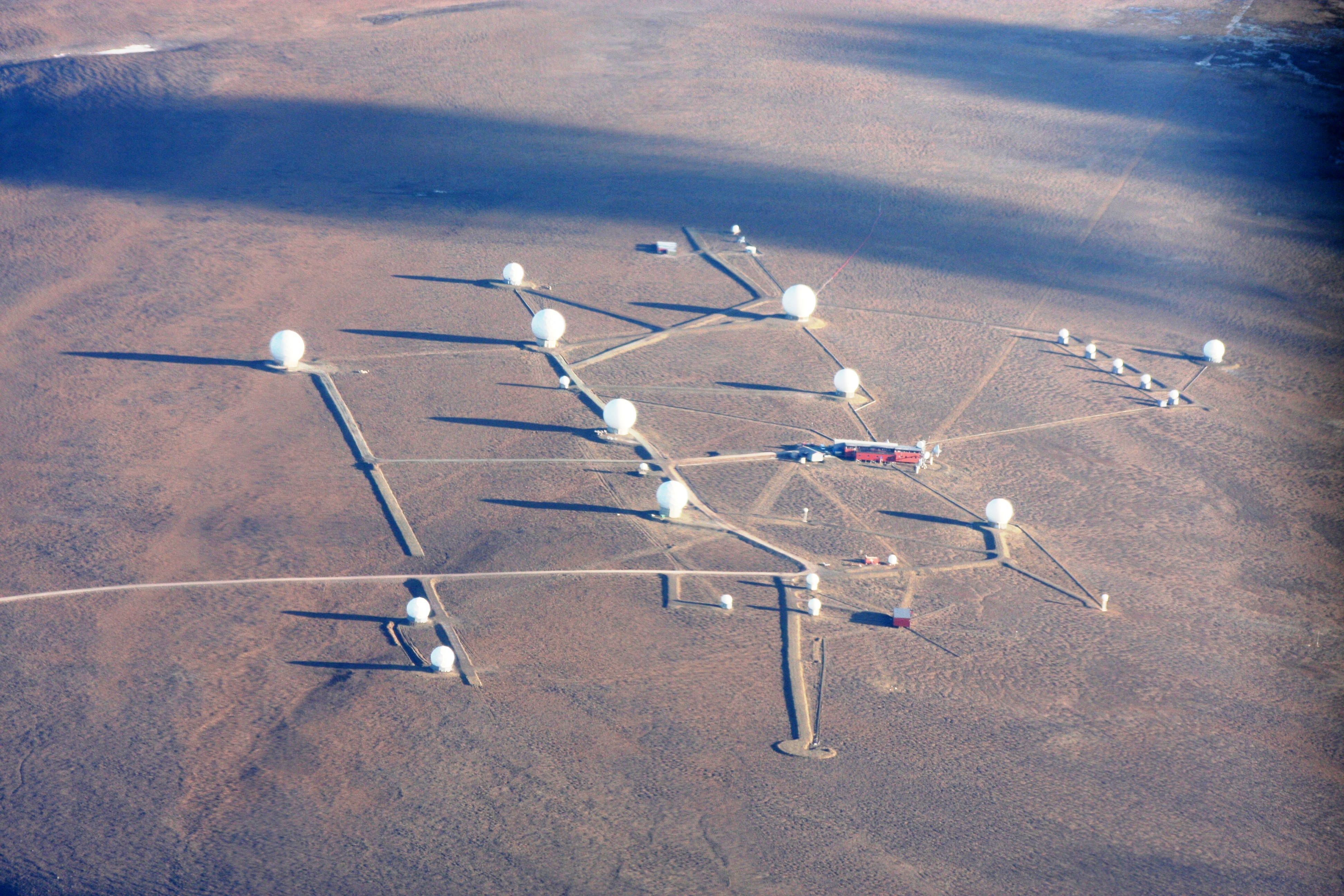
Le Téléport du Svalbard en 2011

La station du Svalbard (en norvégien : Svalbard satelittstasjon) ou SvalSat est une station terrienne situé à Platåberget près de Longyearbyen dans l'île de Svalbard (Norvège) qui est utilisée pour les communications avec les satellites d'observation de la Terre circulant sur une orbite polaire. Ouverte en 1997, SvalSat est la propriété en 2018 de la société Kongsberg Satellite Services (KSAT) une coentreprise détenue par l'entreprise Kongsberg Gruppen et l'agence spatiale norvégienne, le Norsk Romsenter.

## Équipements

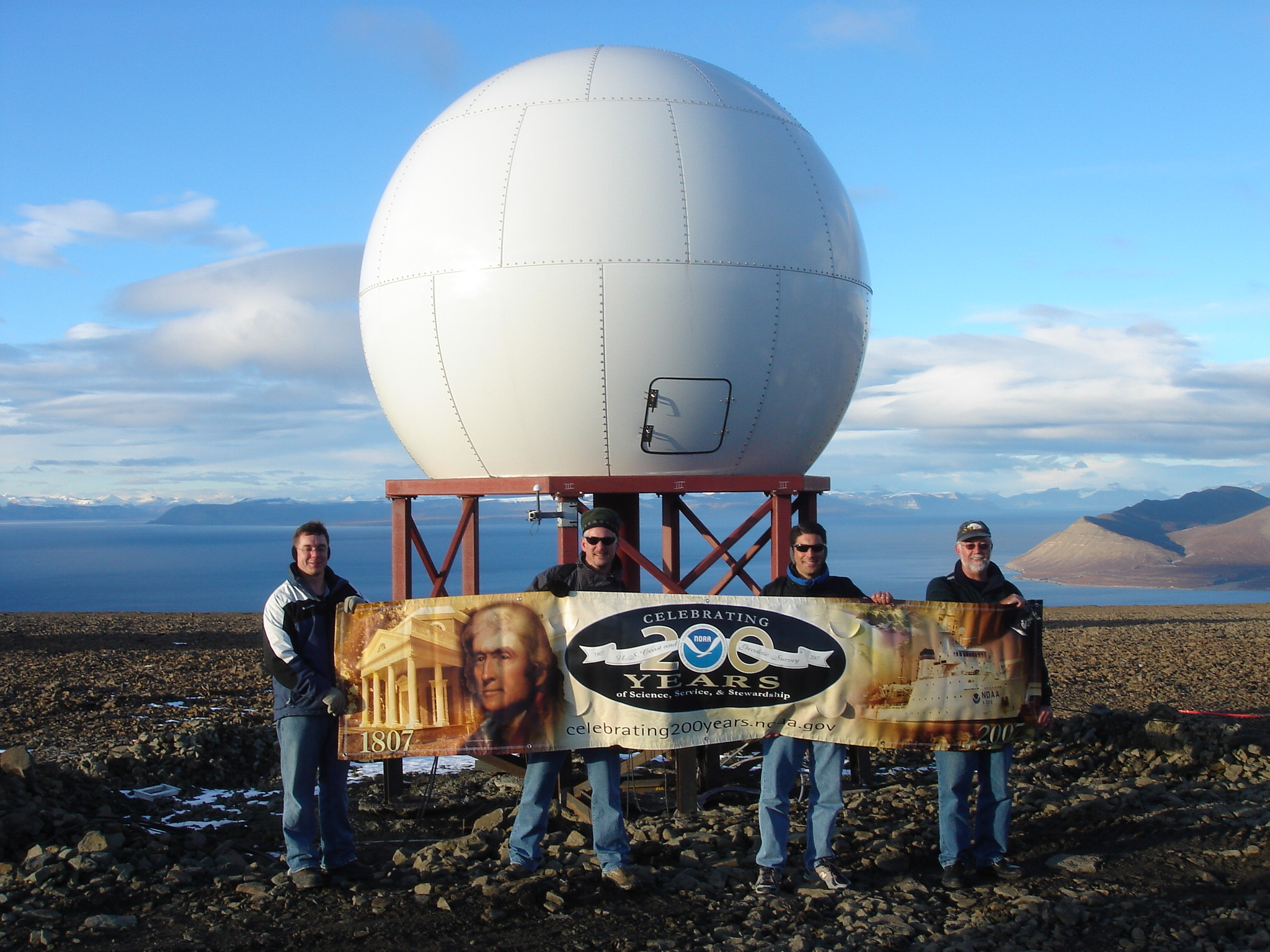
La station SvalSat soutient les satellites polaires de la NOAA et de la NASA. L'antenne en arrière-plan collecte des données pour les produits Polar Wind.

Du fait de sa latitude élevée (78°N soit à 1 200 km du pôle Nord), la station est visible à chaque orbite par les satellites circulant sur une orbite polaire à une altitude supérieure à 500 kilomètres. La station dispose d'une trentaine d'antennes paraboliques assurant des liaisons descendantes et montantes en bande C, L, S et X. L'utilisation de la station est couplée depuis 1999 avec celle de la station de Troll située en Antarctique et qui permet également un contact à chaque orbite avec les satellites circulant en orbite polaire. Depuis 2004 la station est reliée au continent par deux câbles en fibre optique redondants (système de câbles sous-marins du Svalbard) qui ont largement contribué à augmenter sa capacité.
Certains clients disposent de leurs propres installations : ce sont l’organisation européenne pour l’exploitation des satellites météorologiques (EUMETSAT), la National Aeronautics and Space Administration (NASA), l’agence spatiale européenne (ESA) et la National Oceanic and Atmospheric Administration (NOAA). Le téléport reçoit et distribue également des données du satellite de recherche japonais Hinode. Du fait du statut particulier du Svalbard (territoire neutre) la station normalement dédiée uniquement à des activités non militaires. Mais quelques données aient été indirectement utilisées par des forces armées. Il y a un désaccord si cela constitue ou non une violation du traité du Svalbard.